# Hülen
Hülen ist ein Ortsteil der baden-württembergischen Stadt Lauchheim. Die Ortschaft ist am Nordrand des Härtsfelds gelegen.

## Geschichte
Hülen wurde erstmals im Jahr 1235 in einer Urkunde des Klosters Lorch erwähnt. Der Ortsname rührt von Hülbe oder Hüle her, der Bezeichnung für ein Erdloch, das als Wasserspeicher genutzt wurde. Der Ort war ein Burgweiler der Kapfenburg und zuerst im Besitzen der Grafen von Oettingen, ehe er 1364 gemeinsam mit der Burg an den Deutschen Orden ging. 1806 fiel Hülen an das Königreich Württemberg, 1823 wurde es eine eigenständige Gemeinde. Die Eingemeindung nach Lauchheim fand am 31. Dezember 1974 statt.

## Sehenswürdigkeiten
- Schloss Kapfenburg, ehemalige Komturei des Deutschen Ordens.

## Sport und Freizeit
- Skilift Kapfenburg
- Kugeltal-Loipe